# Seznam vítězů Světového poháru v alpském lyžování
Tabulka obsahuje seznam mužských vítězů jednotlivých disciplín a celkového vítěze konkrétního ročníku Světového poháru v alpském lyžování.

## Seznam vítězů

### Celkově
| Rok     | Zlato                   | Stříbro                     | Bronz                    |
| ------- | ----------------------- | --------------------------- | ------------------------ |
| 1967    | Jean-Claude Killy       | Heini Messner               | Guy Périllat             |
| 1968    | Jean-Claude Killy (2)   | Dumeng Giovanoli            | Herbert Huber            |
| 1968-69 | Karl Schranz            | Jean-Noël Augert            | Reinhard Tritscher       |
| 1969-70 | Karl Schranz (2)        | Patrick Russel              | Gustav Thöni             |
| 1970-71 | Gustav Thöni            | Henri Duvillard             | Patrick Russel           |
| 1971-72 | Gustav Thöni (2)        | Henri Duvillard (2)         | Edmund Bruggmann         |
| 1972-73 | Gustav Thöni (3)        | David Zwilling              | Roland Collombin         |
| 1973-74 | Piero Gros              | Gustav Thöni                | Hansi Hinterseer         |
| 1974-75 | Gustav Thöni (4)        | Ingemar Stenmark            | Franz Klammer            |
| 1975-76 | Ingemar Stenmark        | Piero Gros                  | Gustav Thöni (2)         |
| 1976-77 | Ingemar Stenmark (2)    | Klaus Heidegger             | Franz Klammer (2)        |
| 1977-78 | Ingemar Stenmark (3)    | Phil Mahre                  | Andreas Wenzel           |
| 1978-79 | Peter Lüscher           | Leonhard Stock              | Phil Mahre               |
| 1979-80 | Andreas Wenzel          | Ingemar Stenmark (2)        | Phil Mahre (2)           |
| 1980-81 | Phil Mahre              | Ingemar Stenmark (3)        | Alexandr Žirov           |
| 1981-82 | Phil Mahre (2)          | Ingemar Stenmark (4)        | Steve Mahre              |
| 1982-83 | Phil Mahre (3)          | Ingemar Stenmark (5)        | Andreas Wenzel (2)       |
| 1983-84 | Pirmin Zurbriggen       | Ingemar Stenmark (6)        | Marc Girardelli          |
| 1984-85 | Marc Girardelli         | Pirmin Zurbriggen           | Andreas Wenzel (3)       |
| 1985-86 | Marc Girardelli (2)     | Pirmin Zurbriggen (2)       | Markus Wasmeier          |
| 1986-87 | Pirmin Zurbriggen (2)   | Marc Girardelli             | Markus Wasmeier (2)      |
| 1987-88 | Pirmin Zurbriggen (3)   | Alberto Tomba               | Hubert Strolz            |
| 1988-89 | Marc Girardelli (3)     | Pirmin Zurbriggen (3)       | Alberto Tomba            |
| 1989-90 | Pirmin Zurbriggen (4)   | Ole Kristian Furuseth       | Günther Mader            |
| 1990-91 | Marc Girardelli (4)     | Alberto Tomba (2)           | Rudolf Nierlich          |
| 1991-92 | Paul Accola             | Alberto Tomba (3)           | Marc Girardelli (2)      |
| 1992-93 | Marc Girardelli (5)     | Kjetil André Aamodt         | Franz Heinzer            |
| 1993-94 | Kjetil André Aamodt     | Marc Girardelli (2)         | Alberto Tomba (2)        |
| 1994-95 | Alberto Tomba           | Günther Mader               | Jure Košir               |
| 1995-96 | Lasse Kjus              | Günther Mader (2)           | Michael von Grünigen     |
| 1996-97 | Luc Alphand             | Kjetil André Aamodt (2)     | Josef Strobl             |
| 1997-98 | Hermann Maier           | Andreas Schifferer          | Stephan Eberharter       |
| 1998-99 | Lasse Kjus (2)          | Kjetil André Aamodt (3)     | Hermann Maier            |
| 1999-00 | Hermann Maier (2)       | Kjetil André Aamodt (4)     | Josef Strobl (2)         |
| 2000-01 | Hermann Maier (3)       | Stephan Eberharter          | Lasse Kjus               |
| 2001-02 | Stephan Eberharter      | Kjetil André Aamodt (5)     | Didier Cuche             |
| 2002-03 | Stephan Eberharter (2)  | Bode Miller                 | Kjetil André Aamodt      |
| 2003-04 | Hermann Maier (4)       | Stephan Eberharter (2)      | Benjamin Raich           |
| 2004-05 | Bode Miller             | Benjamin Raich              | Hermann Maier (2)        |
| 2005-06 | Benjamin Raich          | Aksel Lund Svindal          | Bode Miller              |
| 2006-07 | Aksel Lund Svindal      | Benjamin Raich (2)          | Didier Cuche (2)         |
| 2007-08 | Bode Miller (2)         | Benjamin Raich (3)          | Didier Cuche (3)         |
| 2008-09 | Aksel Lund Svindal (2)  | Benjamin Raich (4)          | Didier Cuche (4)         |
| 2009-10 | Carlo Janka             | Benjamin Raich (5)          | Didier Cuche (5)         |
| 2010-11 | Ivica Kostelić          | Didier Cuche                | Carlo Janka              |
| 2011-12 | Marcel Hirscher         | Beat Feuz                   | Aksel Lund Svindal       |
| 2012-13 | Marcel Hirscher (2)     | Aksel Lund Svindal (2)      | Ted Ligety               |
| 2013-14 | Marcel Hirscher (3)     | Aksel Lund Svindal (3)      | Alexis Pinturault        |
| 2014-15 | Marcel Hirscher (4)     | Kjetil Jansrud              | Alexis Pinturault (2)    |
| 2015-16 | Marcel Hirscher (5)     | Henrik Kristoffersen        | Alexis Pinturault (3)    |
| 2016-17 | Marcel Hirscher (6)     | Kjetil Jansrud (2)          | Henrik Kristoffersen     |
| 2017-18 | Marcel Hirscher (7)     | Henrik Kristoffersen (2)    | Aksel Lund Svindal (2)   |
| 2018-19 | Marcel Hirscher (8)     | Alexis Pinturault           | Henrik Kristoffersen (2) |
| 2019-20 | Aleksander Aamodt Kilde | Alexis Pinturault (2)       | Henrik Kristoffersen (3) |
| 2020-21 | Alexis Pinturault       | Marco Odermatt              | Marco Schwarz            |
| 2021-22 | Marco Odermatt          | Aleksander Aamodt Kilde     | Henrik Kristoffersen (4) |
| 2022-23 | Marco Odermatt (2)      | Aleksander Aamodt Kilde (2) | Henrik Kristoffersen (5) |
| 2023-24 | Marco Odermatt (3)      | Loic Meillard               | Manuel Feller            |
| 2024-25 | Marco Odermatt (4)      | Henrik Kristoffersen (3)    | Loic Meillard            |

### Sjezd
| Rok  | Zlato                   | Stříbro            | Bronz              |
| ---- | ----------------------- | ------------------ | ------------------ |
| 1967 | Jean-Claude Killy       | Guy Périllat       | Franz Vogler       |
| 1968 | Gerhard Nenning         | Jean-Claude Killy  | Karl Schranz       |
| 1969 | Karl Schranz            | Henri Duvillard    | Heinrich Messner   |
| 1970 | Karl Cordin             | Karl Schranz       | Henri Duvillard    |
| 1971 | Bernhard Russi          | Bernard Orcel      | Karl Cordin        |
| 1972 | Bernhard Russi          | Karl Schranz       | Mike Lafferty      |
| 1973 | Roland Collombin        | Bernhard Russi     | Marcello Varallo   |
| 1974 | Roland Collombin        | Franz Klammer      | Herbert Plank      |
| 1975 | Franz Klammer           | Werner Grissmann   | Herbert Plank      |
| 1976 | Franz Klammer           | Herbert Plank      | Bernhard Russi     |
| 1977 | Franz Klammer           | Josef Walcher      | Bernhard Russi     |
| 1978 | Franz Klammer           | Josef Walcher      | Herbert Plank      |
| 1979 | Peter Mueller           | Peter Wirnsberger  | Toni Buergler      |
| 1980 | Peter Mueller           | Ken Read           | Herbert Plank      |
| 1981 | Harti Weirather         | Steve Podborski    | Peter Mueller      |
| 1982 | Peter Mueller           | Steve Podborski    | Harti Weirather    |
| 1983 | Franz Klammer           | Conradin Cathomen  | Harti Weirather    |
| 1984 | Urs Raeber              | Erwin Resch        | Bill Johnson       |
| 1985 | Helmut Hoeflehner       | Peter Mueller      | Karl Alpiger       |
| 1986 | Peter Wirnsberger       | Peter Mueller      | Michael Mair       |
| 1987 | Pirmin Zurbriggen       | Peter Mueller      | Franz Heinzer      |
| 1988 | Pirmin Zurbriggen       | Michael Mair       | Rob Boyd           |
| 1989 | Marc Girardelli         | Helmut Hoeflehner  | Daniel Mahrer      |
| 1990 | Helmut Hoeflehner       | Atle Skardal       | Pirmin Zurbriggen  |
| 1991 | Franz Heinzer           | Atle Skardal       | Daniel Mahrer      |
| 1992 | Franz Heinzer           | Daniel Mahrer      | A.J. Kitt          |
| 1993 | Franz Heinzer           | Atle Skardal       | William Besse      |
| 1994 | Marc Girardelli         | Hannes Trinkl      | Patrick Ortlieb    |
| 1995 | Luc Alphand             | Kristian Ghedina   | Patrick Ortlieb    |
| 1996 | Luc Alphand             | Guenther Mader     | Patrick Ortlieb    |
| 1997 | Luc Alphand             | Kristian Ghedina   | Fritz Strobl       |
| 1998 | Andreas Schifferer      | Hermann Maier      | Nicolas Burtin     |
| 1999 | Lasse Kjus              | Andreas Schifferer | Werner Franz       |
| 2000 | Hermann Maier           | Kristian Ghedina   | Josef Strobl       |
| 2001 | Hermann Maier           | Stephan Eberharter | Fritz Strobl       |
| 2002 | Stephan Eberharter      | Fritz Strobl       | Kristian Ghedina   |
| 2003 | Stephan Eberharter      | Daron Rahlves      | Michael Walchhofer |
| 2004 | Stephan Eberharter      | Daron Rahlves      | Hermann Maier      |
| 2005 | Michael Walchhofer      | Bode Miller        | Hermann Maier      |
| 2006 | Michael Walchhofer      | Fritz Strobl       | Daron Rahlves      |
| 2007 | Didier Cuche            | Marco Buechel      | Erik Guay          |
| 2008 | Didier Cuche            | Bode Miller        | Michael Walchhofer |
| 2009 | Michael Walchhofer      | Klaus Kroell       | Didier Défago      |
| 2010 | Didier Cuche            | Carlo Janka        | Werner Heel        |
| 2011 | Didier Cuche            | Michael Walchhofer | Klaus Kroell       |
| 2012 | Klaus Kroell            | Beat Feuz          | Didier Cuche       |
| 2013 | Aksel Lund Svindal      | Klaus Kroell       | Dominik Paris      |
| 2014 | Aksel Lund Svindal      | Hannes Reichelt    | Erik Guay          |
| 2015 | Kjetil Jansrud          | Hannes Reichelt    | Guillermo Fayed    |
| 2016 | Peter Fill              | Aksel Lund Svindal | Dominik Paris      |
| 2017 | Peter Fill              | Kjetil Jansrud     | Dominik Paris      |
| 2018 | Beat Feuz               | Aksel Lund Svindal | Thomas Dreßen      |
| 2019 | Beat Feuz               | Dominik Paris      | Vincent Kriechmayr |
| 2020 | Beat Feuz               | Thomas Dreßen      | Matthias Mayer     |
| 2021 | Beat Feuz               | Matthias Mayer     | Dominik Paris      |
| 2022 | Aleksander Aamodt Kilde | Beat Feuz          | Dominik Paris      |
| 2023 | Aleksander Aamodt Kilde | Vincent Kriechmayr | Marco Odermatt     |

### Slalom
| Rok  | Zlato                                                  | Stříbro                                     | Bronz                                  |
| ---- | ------------------------------------------------------ | ------------------------------------------- | -------------------------------------- |
| 1967 | Jean-Claude Killy                                      | Guy Perillat                                | Heinrich Messner                       |
| 1968 | Dumeng Giovanoli                                       | Jean-Claude Killy                           | Patrick Russel                         |
| 1969 | Alain Penz Alfred Matt Jean-Noel Augert Patrick Russel |                                             |                                        |
| 1970 | Alain Penz                                             | Jean-Noel Augert Patrick Russel             |                                        |
| 1971 | Jean-Noel Augert                                       | Gustav Thöni                                | Tyler Palmer                           |
| 1972 | Jean-Noel Augert                                       | Andrzej Bachleda                            | Roland Thöni                           |
| 1973 | Gustav Thöni                                           | Christian Neureuther                        | Jean-Noel Augert                       |
| 1974 | Gustav Thöni                                           | Christian Neureuther                        | Johann Kniewasser                      |
| 1975 | Ingemar Stenmark                                       | Gustav Thöni                                | Piero Gros                             |
| 1976 | Ingemar Stenmark                                       | Piero Gros                                  | Gustav Thöni Hansi Hinterseer          |
| 1977 | Ingemar Stenmark                                       | Klaus Heidegger                             | Paul Frommelt                          |
| 1978 | Ingemar Stenmark                                       | Klaus Heidegger                             | Phil Mahre                             |
| 1979 | Ingemar Stenmark                                       | Phil Mahre                                  | Christian Neureuther                   |
| 1980 | Ingemar Stenmark                                       | Bojan Križaj                                | Christian Neureuther                   |
| 1981 | Ingemar Stenmark                                       | Phil Mahre                                  | Bojan Križaj Steve Mahre               |
| 1982 | Phil Mahre                                             | Ingemar Stenmark                            | Steve Mahre                            |
| 1983 | Ingemar Stenmark                                       | Stig Strand                                 | Andreas Wenzel                         |
| 1984 | Marc Girardelli                                        | Ingemar Stenmark                            | Franz Gruber                           |
| 1985 | Marc Girardelli                                        | Paul Frommelt                               | Ingemar Stenmark                       |
| 1986 | Rok Petrovič                                           | Bojan Križaj Ingemar Stenmark Paul Frommelt |                                        |
| 1987 | Bojan Križaj                                           | Ingemar Stenmark                            | Armin Bittner                          |
| 1988 | Alberto Tomba                                          | Günther Mader                               | Felix McGrath                          |
| 1989 | Armin Bittner                                          | Alberto Tomba                               | Marc Girardelli Ole-Christian Furuseth |
| 1990 | Armin Bittner                                          | Alberto Tomba Ole-Christian Furuseth        |                                        |
| 1991 | Marc Girardelli                                        | Ole-Christian Furuseth                      | Rudolf Nierlich                        |
| 1992 | Alberto Tomba                                          | Paul Accola                                 | Finn-Christian Jagge                   |
| 1993 | Thomas Fogdö                                           | Alberto Tomba                               | Thomas Stangassinger                   |
| 1994 | Alberto Tomba                                          | Thomas Stangassinger                        | Jure Kosir                             |
| 1995 | Alberto Tomba                                          | Michael Tritscher                           | Jure Kosir                             |
| 1996 | Sebastien Amiez                                        | Alberto Tomba                               | Thomas Sykora                          |
| 1997 | Thomas Sykora                                          | Thomas Stangassinger                        | Finn-Christian Jagge                   |
| 1998 | Thomas Sykora                                          | Thomas Stangassinger                        | Hans-Petter Buraas                     |
| 1999 | Thomas Stangassinger                                   | Jure Kosir                                  | Finn-Christian Jagge                   |
| 2000 | Kjetil André Aamodt                                    | Ole-Christian Furuseth                      | Matjaz Vrhovnik                        |
| 2001 | Benjamin Raich                                         | Heinz Schilchegger                          | Mario Matt                             |
| 2002 | Ivica Kostelić                                         | Bode Miller                                 | Jean-Pierre Vidal                      |
| 2003 | Kalle Palander                                         | Ivica Kostelić                              | Rainer Schönfelder                     |
| 2004 | Rainer Schönfelder                                     | Kalle Palander                              | Benjamin Raich                         |
| 2005 | Benjamin Raich                                         | Rainer Schönfelder                          | Manfred Pranger                        |
| 2006 | Giorgio Rocca                                          | Kalle Palander                              | Benjamin Raich                         |
| 2007 | Benjamin Raich                                         | Mario Matt                                  | Jens Byggmark                          |
| 2008 | Manfred Mölgg                                          | Jean-Baptiste Grange                        | Reinfried Herbst                       |
| 2009 | Jean-Baptiste Grange                                   | Ivica Kostelić                              | Julien Lizeroux                        |
| 2010 | Reinfried Herbst                                       | Julien Lizeroux                             | Silvan Zurbriggen                      |
| 2011 | Ivica Kostelić                                         | Jean-Baptiste Grange                        | André Myhrer                           |
| 2012 | André Myhrer                                           | Ivica Kostelić                              | Marcel Hirscher                        |
| 2013 | Marcel Hirscher                                        | Felix Neureuther                            | Ivica Kostelić                         |
| 2014 | Marcel Hirscher                                        | Felix Neureuther                            | Henrik Kristoffersen                   |
| 2015 | Marcel Hirscher                                        | Felix Neureuther                            | Alexandr Chorošilov                    |
| 2016 | Henrik Kristoffersen                                   | Marcel Hirscher                             | Felix Neureuther                       |
| 2017 | Marcel Hirscher                                        | Henrik Kristoffersen                        | Manfred Mölgg                          |
| 2018 | Marcel Hirscher                                        | Henrik Kristoffersen                        | André Myhrer                           |
| 2019 | Marcel Hirscher                                        | Clément Noël                                | Daniel Yule                            |
| 2020 | Henrik Kristoffersen                                   | Clément Noël                                | Daniel Yule                            |
| 2021 | Marco Schwarz                                          | Clément Noël                                | Ramon Zenhäusern                       |
| 2022 | Henrik Kristoffersen                                   | Manuel Feller                               | Atle Lie McGrath                       |
| 2023 | Lucas Braathen                                         | Henrik Kristoffersen                        | Ramon Zenhäusern                       |

### Obří slalom
| Rok  | Zlato                                    | Stříbro                         | Bronz                 |
| ---- | ---------------------------------------- | ------------------------------- | --------------------- |
| 1967 | Jean-Claude Killy                        | Georges Mauduit                 | Jimmy Heuga           |
| 1968 | Jean-Claude Killy                        | Edmund Bruggmann                | Herbert Huber         |
| 1969 | Karl Schranz                             | Reinhard Tritscher              | Jean-Noel Augert      |
| 1970 | Gustav Thöni                             | Patrick Russel Dumeng Giovanoli |                       |
| 1971 | Gustav Thöni Patrick Russel              |                                 | Edmund Bruggmann      |
| 1972 | Gustav Thöni                             | Edmund Bruggmann                | Rogers Rossat-Mignod  |
| 1973 | Hansi Hinterseer                         | Erik Haker                      | Adolf Rösti           |
| 1974 | Piero Gros                               | Hansi Hinterseer                | Gustav Thöni          |
| 1975 | Ingemar Stenmark                         | Piero Gros                      | Erik Haker            |
| 1976 | Ingemar Stenmark                         | Gustav Thöni                    | Piero Gros            |
| 1977 | Ingemar Stenmark Heini Hemmi             |                                 | Klaus Heidegger       |
| 1978 | Ingemar Stenmark                         | Andreas Wenzel                  | Phil Mahre            |
| 1979 | Ingemar Stenmark                         | Peter Lüscher                   | Bojan Krizaj          |
| 1980 | Ingemar Stenmark                         | Hans Enn                        | Jacques Lüthy         |
| 1981 | Ingemar Stenmark                         | Alexander Zhirov                | Phil Mahre            |
| 1982 | Phil Mahre                               | Ingemar Stenmark                | Marc Girardelli       |
| 1983 | Phil Mahre                               | Ingemar Stenmark Max Julen      |                       |
| 1984 | Ingemar Stenmark Pirmin Zurbriggen       |                                 | Hans Enn              |
| 1985 | Marc Girardelli                          | Pirmin Zurbriggen               | Thomas Bürgler        |
| 1986 | Joel Gaspoz                              | Ingemar Stenmark                | Hubert Strolz         |
| 1987 | Pirmin Zurbriggen Joel Gaspoz            |                                 | Richard Pramotton     |
| 1988 | Alberto Tomba                            | Hubert Strolz                   | Helmut Mayer          |
| 1989 | Ole-Christian Furuseth Pirmin Zurbriggen |                                 | Rudolf Nierlich       |
| 1990 | Günther Mader Ole-Christian Furuseth     |                                 | Hubert Strolz         |
| 1991 | Alberto Tomba                            | Rudolf Nierlich                 | Marc Girardelli       |
| 1992 | Alberto Tomba                            | Hans Pieren                     | Paul Accola           |
| 1993 | Kjetil André Aamodt                      | Alberto Tomba                   | Marc Girardelli       |
| 1994 | Christian Mayer                          | Kjetil André Aamodt             | Franck Piccard        |
| 1995 | Alberto Tomba                            | Jure Kosir                      | Harald Strand Nilsen  |
| 1996 | Michael von Grünigen                     | Urs Kälin                       | Lasse Kjus            |
| 1997 | Michael von Grünigen                     | Kjetil-Andre Aamodt             | Hans Knauss           |
| 1998 | Hermann Maier                            | Michael von Grünigen            | Christian Mayer       |
| 1999 | Michael von Grünigen                     | Stephan Eberharter              | Hermann Maier         |
| 2000 | Hermann Maier                            | Christian Mayer                 | Michael von Grünigen  |
| 2001 | Hermann Maier                            | Michael von Grünigen            | Erik Schlopy          |
| 2002 | Frederic Covili                          | Benjamin Raich                  | Stephan Eberharter    |
| 2003 | Michael von Grünigen                     | Bode Miller                     | Hans Knauss           |
| 2004 | Bode Miller                              | Kalle Palander                  | Massimiliano Blardone |
| 2005 | Benjamin Raich                           | Bode Miller                     | Thomas Grandi         |
| 2006 | Benjamin Raich                           | Massimiliano Blardone           | Fredrik Nyberg        |
| 2007 | Aksel Lund Svindal                       | Massimiliano Blardone           | Benjamin Raich        |
| 2008 | Ted Ligety                               | Benjamin Raich                  | Manfred Mölgg         |
| 2009 | Didier Cuche                             | Benjamin Raich                  | Ted Ligety            |
| 2010 | Ted Ligety                               | Carlo Janka                     | Benjamin Raich        |
| 2011 | Ted Ligety                               | Aksel Lund Svindal              | Cyprien Richard       |
| 2012 | Marcel Hirscher                          | Ted Ligety                      | Massimiliano Blardone |
| 2013 | Ted Ligety                               | Marcel Hirscher                 | Alexis Pinturault     |
| 2014 | Ted Ligety                               | Marcel Hirscher                 | Alexis Pinturault     |
| 2015 | Marcel Hirscher                          | Alexis Pinturault               | Ted Ligety            |
| 2016 | Marcel Hirscher                          | Alexis Pinturault               | Henrik Kristoffersen  |
| 2017 | Marcel Hirscher                          | Mathieu Faivre                  | Alexis Pinturault     |
| 2018 | Marcel Hirscher                          | Henrik Kristoffersen            | Alexis Pinturault     |
| 2019 | Marcel Hirscher                          | Henrik Kristoffersen            | Alexis Pinturault     |
| 2020 | Henrik Kristoffersen                     | Alexis Pinturault               | Filip Zubčić          |
| 2021 | Alexis Pinturault                        | Marco Odermatt                  | Filip Zubčić          |
| 2022 | Marco Odermatt                           | Henrik Kristoffersen            | Manuel Feller         |
| 2023 | Marco Odermatt                           | Henrik Kristoffersen            | Žan Kranjec           |

### Super G
| Rok  | Zlato                   | Stříbro                 | Bronz                   |
| ---- | ----------------------- | ----------------------- | ----------------------- |
| 1986 | Markus Wasmeier         | Pirmin Zurbriggen       | Marc Girardelli         |
| 1987 | Pirmin Zurbriggen       | Marc Girardelli         | Markus Wasmeier         |
| 1988 | Pirmin Zurbriggen       | Markus Wasmeier         | Franck Piccard          |
| 1989 | Pirmin Zurbriggen       | Lars-Börje Eriksson     | Franck Piccard          |
| 1990 | Pirmin Zurbriggen       | Günther Mader           | Lars-Börje Eriksson     |
| 1991 | Franz Heinzer           | Stephan Eberharter      | Atle Skaardal           |
| 1992 | Paul Accola             | Marc Girardelli         | Günther Mader           |
| 1993 | Kjetil André Aamodt     | Günther Mader           | Franz Heinzer           |
| 1994 | Jan Einar Thorsen       | Marc Girardelli         | Tommy Moe               |
| 1995 | Peter Runggaldier       | Günther Mader           | Werner Perathoner       |
| 1996 | Atle Skaardal           | Hans Knauss             | Lasse Kjus              |
| 1997 | Luc Alphand             | Josef Strobl            | Andreas Schifferer      |
| 1998 | Hermann Maier           | Hans Knauss             | Stephan Eberharter      |
| 1999 | Hermann Maier           | Stephan Eberharter      | Andreas Schifferer      |
| 2000 | Hermann Maier           | Werner Franz            | Fritz Strobl            |
| 2001 | Hermann Maier           | Christoph Gruber        | Josef Strobl            |
| 2002 | Stephan Eberharter      | Didier Cuche            | Fritz Strobl            |
| 2003 | Stephan Eberharter      | Marco Büchel            | Didier Cuche            |
| 2004 | Hermann Maier           | Daron Rahlves           | Stephan Eberharter      |
| 2005 | Bode Miller             | Hermann Maier           | Daron Rahlves           |
| 2006 | Aksel Lund Svindal      | Hermann Maier           | Daron Rahlves           |
| 2007 | Bode Miller             | Didier Cuche            | John Kucera             |
| 2008 | Hannes Reichelt         | Didier Cuche            | Benjamin Raich          |
| 2009 | Aksel Lund Svindal      | Werner Heel             | Didier Défago           |
| 2010 | Erik Guay               | Michael Walchhofer      | Aksel Lund Svindal      |
| 2011 | Didier Cuche            | Georg Streitberger      | Ivica Kostelić          |
| 2012 | Aksel Lund Svindal      | Didier Cuche            | Beat Feuz               |
| 2013 | Aksel Lund Svindal      | Matteo Marsaglia        | Matthias Mayer          |
| 2014 | Aksel Lund Svindal      | Kjetil Jansrud          | Patrick Küng            |
| 2015 | Kjetil Jansrud          | Dominik Paris           | Matthias Mayer          |
| 2016 | Aleksander Aamodt Kilde | Kjetil Jansrud          | Aksel Lund Svindal      |
| 2017 | Kjetil Jansrud          | Hannes Reichelt         | Aleksander Aamodt Kilde |
| 2018 | Kjetil Jansrud          | Vincent Kriechmayr      | Aksel Lund Svindal      |
| 2019 | Dominik Paris           | Vincent Kriechmayr      | Mauro Caviezel          |
| 2020 | Mauro Caviezel          | Vincent Kriechmayr      | Aleksander Aamodt Kilde |
| 2021 | Vincent Kriechmayr      | Marco Odermatt          | Matthias Mayer          |
| 2022 | Aleksander Aamodt Kilde | Marco Odermatt          | Vincent Kriechmayr      |
| 2023 | Marco Odermatt          | Aleksander Aamodt Kilde | Vincent Kriechmayr      |

### Kombinace
| Rok  | Zlato                            | Stříbro                                | Bronz                    |
| ---- | -------------------------------- | -------------------------------------- | ------------------------ |
| 1976 | Walter Tresch                    | Gustav Thöni                           | Jim Hunter               |
| 1977 | Sepp Ferstl                      | Walter Tresch Gustav Thöni             |                          |
| 1978 | nebylo na programu               | nebylo na programu                     | nebylo na programu       |
| 1979 | Andreas Wenzel                   | Peter Lüscher                          | Phil Mahre               |
| 1980 | Phil Mahre                       | Andreas Wenzel                         | Anton Steiner            |
| 1981 | Phil Mahre                       | Andreas Wenzel                         | Peter Müller             |
| 1982 | Phil Mahre                       | Andreas Wenzel                         | Even Hole                |
| 1983 | Phil Mahre                       | Peter Lüscher                          | Marc Girardelli          |
| 1984 | Andreas Wenzel                   | Pirmin Zurbriggen                      | Anton Steiner            |
| 1985 | Andreas Wenzel                   | Franz Heinzer                          | Peter Müller             |
| 1986 | Pirmin Zurbriggen                | Marc Girardelli                        | Markus Wasmeier          |
| 1987 | Pirmin Zurbriggen                | Andreas Wenzel                         |                          |
| 1988 | Hubert Strolz                    | Günther Mader                          | Franck Piccard           |
| 1989 | Marc Girardelli                  | Markus Wasmeier                        | Pirmin Zurbriggen        |
| 1990 | Pirmin Zurbriggen                | Paul Accola                            | Markus Wasmeier          |
| 1991 | Marc Girardelli                  | Lasse Kjus                             | Günther Mader            |
| 1992 | Paul Accola                      | Hubert Strolz                          | Markus Wasmeier          |
| 1993 | Marc Girardelli                  | Günther Mader                          | Kjetil André Aamodt      |
| 1994 | Kjetil André Aamodt              | Lasse Kjus                             | Harald Strand Nilsen     |
| 1995 | Marc Girardelli                  | Harald Strand Nilsen                   | Lasse Kjus               |
| 1996 | Günther Mader                    | Marc Girardelli                        | Alessandro Fattori       |
| 1997 | Kjetil André Aamodt              | Lasse Kjus Günther Mader               |                          |
| 1998 | Werner Franz                     | Kjetil André Aamodt Hermann Maier      |                          |
| 1999 | Kjetil André Aamodt Lasse Kjus   |                                        | Werner Franz             |
| 2000 | Kjetil André Aamodt              | Hermann Maier                          | Frederik Nyberg          |
| 2001 | Lasse Kjus                       | Kjetil André Aamodt Michael Walchhofer |                          |
| 2002 | Kjetil André Aamodt              | Lasse Kjus                             | Andrej Jerman            |
| 2003 | Bode Miller                      | Kjetil André Aamodt Michael Walchhofer |                          |
| 2004 | Bode Miller                      | Benjamin Raich                         | Lasse Kjus               |
| 2005 | Benjamin Raich                   | Lasse Kjus                             | Didier Défago            |
| 2006 | Benjamin Raich                   | Bode Miller Michael Walchhofer         |                          |
| 2007 | Aksel Lund Svindal               | Marc Berthod                           | Ivica Kostelić           |
| 2008 | Bode Miller                      | Ivica Kostelić                         | Daniel Albrecht          |
| 2009 | Carlo Janka                      | Silvan Zurbriggen                      | Romed Baumann            |
| 2010 | Benjamin Raich                   | Carlo Janka                            | Ivica Kostelić           |
| 2011 | Ivica Kostelić                   | Christof Innerhofer                    | Kjetil Jansrud           |
| 2012 | Ivica Kostelić                   | Beat Feuz                              | Romed Baumann            |
| 2013 | Ivica Kostelić Alexis Pinturault |                                        | Thomas Mermillod Blondin |
| 2014 | Ted Ligety Alexis Pinturault     |                                        | Thomas Mermillod Blondin |
| 2015 | Carlo Janka                      | Alexis Pinturault                      | Victor Muffat-Jeandet    |
| 2016 | Alexis Pinturault                | Thomas Mermillod Blondin               | Kjetil Jansrud           |
| 2017 | Alexis Pinturault                | Niels Hintermann                       | Aleksander Aamodt Kilde  |
| 2018 | Peter Fill                       | Kjetil Jansrud                         | Victor Muffat-Jeandet    |
| 2019 | Alexis Pinturault                | Marco Schwarz                          | Mauro Caviezel           |
| 2020 | Alexis Pinturault                | Aleksander Aamodt Kilde                | Matthias Mayer           |
| 2021 | ---                              | ---                                    | ---                      |
| 2022 | ---                              | ---                                    | ---                      |
| 2023 | ---                              | ---                                    | ---                      |